# Тітин

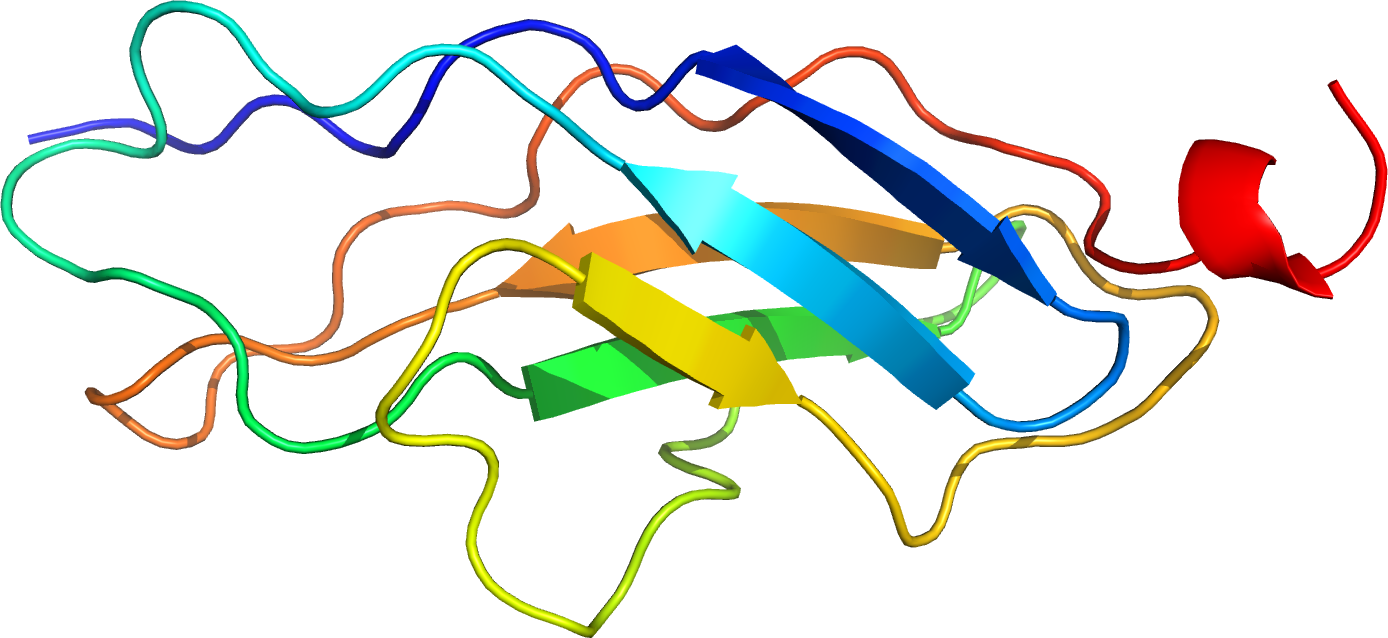
Третинна структура тітіну.

Тітин або конектин (UniProt Q8WZ42, КФ 2.7.11.1 (людський), UniProt A2ASS6, КФ 2.7.11.1 (мишачий), UniProt Q9I7U4 (дрозофіла)) — білок у складі саркомеру, що з'єднує M-лінію і Z-диск та важливий для функціонування поперечно-посмугованих м'язів. Це найвідоміший білок, що складається з 26926 амінокислот (людський) та має молекулярну вагу близько 2 993 451 а.о.м. Повна назва цього білка є найдовшим словом у світі. Ген, що кодує тітин, локалізований у 2-й хромосомі (у людини). З-поміж усіх відомих генів, він містить найбільшу кількість інтронів - понад 170 (в середньому, один ген людини містить 8 інтронів).

## Інтернет-ресурси
- GeneReviews/NIH/NCBI/UW entry on Familial Hypertrophic Cardiomyopathy Overview
- GeneReviews/NCBI/NIH/UW entry on Udd Distal Myopathy, Tibial Muscular Dystrophy, Udd Myopathy
- GeneReviews/NIH/NCBI/UW entry on Salih Myopathy or Early-Onset Myopathy with Fatal Cardiomyopathy
- Full chemical name of Titin
- Part of the chemical name of Titin pronounced